# Bernhard Meyer (Politiker, 1696)
Bernhard Meyer (* 5. Oktober 1696 in Elberfeld; † 1757 in Elberfeld) war ein deutscher Politiker und Bürgermeister von Elberfeld.

## Biografie
Meyer wurde als Sohn eines ursprünglich aus Huchting bei Bremen stammenden Pfarrers, der seit 1706 bei der reformierten Kirche in Elberfeld wirkte, geboren. Bevor Bernhard Meyer senior (1657–1730) nach Elberfeld kam, war er zuvor in Urdenbach, Mülheim an der Ruhr und Duisburg gewesen. Seine Mutter war die aus Elberfeld stammende Eva Katharina Schlösser (1654–1734) gewesen, der Tochter des Bürgermeisters Anton Schlösser (1609–1665), der 1645 dieses Amt innehatte. Bernhard Meyer junior hatte am 10. April 1720 seine Cousine Anna Maria von Carnap (1697–1767) geheiratet. Sie war eine Tochter von Peter von Carnap (1659–1736), der 1713 Bürgermeister war und aus der Familie von Carnap stammte, die in der ersten Hälfte des 18. Jahrhunderts großteils die Geschicke der Stadt Elberfeld bestimmt hatte. Aus der Ehe gingen zehn Kinder hervor, von denen nur fünf nicht früh starben.
Meyer war als Kaufmann in Elberfeld tätig und war 1725 Ratsmitglied in Elberfeld. Erstmals wurde er 1735 zum Bürgermeister vorgeschlagen, konnte sich jedoch nicht durchsetzen. Erst ein Jahr später, als er erneut auf der Vorschlagsliste stand, wurde er in das Amt gewählt. Im Jahr 1737 war er danach Stadtrichter. Meyer starb Ende 1757 und wurde am 3. Dezember des Jahres beerdigt.